# Etničke grupe Tunisa
Etničke grupe Tunisa, 10,440,000 stanovnika (UN Country Population; 2008)
- Angloamerikanci.	200
- Arabizirani Berberi, 	248,000
- Arad Beduini, 	47,000 govore Hassaniyya
- Bjelorusi	100
- Britanci	1,400
- Duwinna	4,500
- Francuzi	17,000
- Gafsa Beduini, 	34,000
- Ghadames	2,800
- Grci	300
- Jerba	102,000
- Jerid Beduini, 	91,000
- Libanonski Arapi	101,000
- Maltežani	3,100
- Matmata	9,300
- Shawiya	44,000
- Talijani	5,200
- Tamezret	3,500
- Taoujjout, Nafusi 1.000
- Tuniški Arapi	9,654,000
- Zawa	600
- Židovi, Tuniški, 	5,100